# 许联枢
许联枢，字仲可，浙江杭州府仁和縣人，明朝政治人物。

## 生平
萬曆三十七年（1609年）己酉科應天鄉試举人。歷官南京工部员外郎、福建延平府知府。累官廣西左參政。